# Stubinerna
Stubinerna var en svensk musikgrupp.
Stubinerna, som bildades i Stockholm 1963, bestod av Jan Sjunnesson (sång, saxofon och kapellmästare), Hans Lindblom (gitarr), Gunnar Edlund (gitarr), Björn Carlsson (numera Westin, bas), Åke Larsén (trummor, sång) och Jojje Wadenius (gitarr, bas och sång). De spelade allt från Stan Getz-bossor till Beatles, The Four Freshmen till Tom Jones och gjorde succé på klubbarna Bobbadilla och Limbo i Gamla Stan samt på studentkårerna i Stockholm och Uppsala. De genomförde även några turnéer i Österrike och Rumänien. Under en av dessa resor spelade de i augusti 1966 in musikalbumet Musica de dans, utgivet av Rumäniens statliga och enda skivbolag Electrecord. År 1967 gick Wadenius till Grapes of Wrath och Larsén till The New Generation, men Stubinerna var ändå verksamma fram till 1968–1969.